# Rânes
Rânes település Franciaországban, Orne megyében. Lakosainak száma 1042 fő (2022. január 1.). Rânes Lougé-sur-Maire, Saint-Martin-l’Aiguillon, Le Champ-de-la-Pierre, La Chaux, Faverolles, Joué-du-Bois, Joué-du-Plain, Montreuil-au-Houlme, Saint-Brice-sous-Rânes, Saint-Georges-d’Annebecq és Vieux-Pont községekkel határos.

## Népesség
A település népessége az elmúlt években az alábbi módon változott:
| Lakosok száma | 1061 | 1058 | 1064 | 1045 | 1039 | 1036 | 1033 | 1047 | 1042 |
|               | 2013 | 2015 | 2016 | 2017 | 2018 | 2019 | 2020 | 2021 | 2022 |